# Ԯ
El với nét gạch đuôi (Ԯ ԯ, chữ nghiêng: Ԯ ԯ) là một chữ cái trong bảng chữ cái Kirin.
Ԯ được sử dụng trong tiếng Khanty, trong đó nó đại diện cho âm /ɬ/.
Ԯ là chữ cái thứ mười chín của tiếng Itelmen, được giới thiệu cùng với bảng chữ cái Kirin mới trong giai đoạn 1984-1988. Trong một số ấn phẩm, Ԓ được thay thế bằng Ԯ.
Trước khi chữ cái Ԯ được phát hành trong Unicode 7.0, các chữ cái Ӆ hoặc Ԓ đã được sử dụng thay thế cho Ԯ (giống như chữ cái Latinh N với nét gạch đuôi (Ꞑ ꞑ Ꞑ ꞑ)).

## Mã máy tính
| Kí tự               | Ԯ                                         | Ԯ                                         | ԯ                                       | ԯ                                       |
| ------------------- | ----------------------------------------- | ----------------------------------------- | --------------------------------------- | --------------------------------------- |
| Tên Unicode         | CYRILLIC CAPITAL LETTER EL WITH DESCENDER | CYRILLIC CAPITAL LETTER EL WITH DESCENDER | CYRILLIC SMALL LETTER EL WITH DESCENDER | CYRILLIC SMALL LETTER EL WITH DESCENDER |
| Mã hóa ký tự        | decimal                                   | hex                                       | decimal                                 | hex                                     |
| Unicode             | 1326                                      | U+052E                                    | 1327                                    | U+052F                                  |
| UTF-8               | 212 174                                   | D4 AE                                     | 212 175                                 | D4 AF                                   |
| Tham chiếu ký tự số | &#1326;                                   | &#x52E;                                   | &#1327;                                 | &#x52F;                                 |